# 連續性方程式
在物理學裏，連續性方程式（英語：continuity equation）是描述守恆量傳輸行為的偏微分方程式。在適當條件下，質量、能量、動量、電荷等都是守恆量，因此很多傳輸行為都可以用連續性方程式來描述。
連續性方程式是局域性的守恆定律方程式。與全域性的守恆定律相比，這種守恆定律条件更强。本條目內的所有關於連續性方程式的範例都表達了同樣的思想──在任意區域內某種守恆量總量的改變，等於從邊界進入或離去的數量；守恆量不能夠增加或減少，只能夠從某一個位置遷移到另一個位置。
每一種連續性方程式都既可以用積分形式表達（使用通量積分），描述任意有限區域內的守恆量；也可以用微分形式表達（使用散度算符），描述任意位置的守恆量。其微分形式与積分形式通过散度定理相互关联。

## 概論

### 微分形式
一般的連續性方程式的微分形式為
{\displaystyle {\frac {\partial \varphi }{\partial t}}+\nabla \cdot \mathbf {f} =s} ；
其中，{\displaystyle \varphi } 是某物理量 {\displaystyle q} 的密度（每單位體積的物理量），{\displaystyle \mathbf {f} } 是 {\displaystyle q} 的流量密度（每單位面積每單位時間的物理量）的向量函數（vector function），{\displaystyle s} 是 {\displaystyle q} 在每單位體積每單位時間的生成量。
假若 {\displaystyle s>0} 則稱 {\displaystyle s} 為「源點」；假若 {\displaystyle s<0} 則稱 {\displaystyle s} 為「匯點」。假設 {\displaystyle \varphi } 是没有产生或湮滅的守恆量，（例如，電荷），則 {\displaystyle s=0} ，連續性方程式變為
{\displaystyle {\frac {\partial \varphi }{\partial t}}+\nabla \cdot \mathbf {f} =0} 。
從簡單的「能量連續性方程式」到複雜的納維-斯托克斯方程式，這方程式可以用來表示任意連續性方程式。该方程式也是平流方程式（advection equation）的推廣。
另一些物理學中的方程式也具有類似連續性方程式的數學形式，例如電場的高斯定律或引力场的高斯重力定律。但是他们通常不被稱為連續性方程式，因為 {\displaystyle \mathbf {f} } 並不代表真實物理量的流動。

### 積分形式

在連續性方程式的積分形式裏， 是包住體積 的任意閉曲面。如同圖內左邊的曲面（以藍色顯示）， 沒有邊界；而圖內右邊的曲面都有邊界（以紅色顯示）。

根據散度定理，連續性方程式可以寫為等價的積分形式：
{\displaystyle {\frac {\mathrm {d} Q}{\mathrm {d} t}}+\oint _{\mathbb {S} }\mathbf {f} \cdot \mathrm {d} \mathbf {a} =S} ；
其中，{\displaystyle \mathbb {S} } 是包住體積 {\displaystyle \mathbb {V} } 的任意固定（不隨時間改變）閉曲面，{\displaystyle Q} 是在體積 {\displaystyle \mathbb {V} } 內的 {\displaystyle q} 總量，{\displaystyle S=\int _{\mathbb {V} }s\ \mathrm {d} ^{3}r} 是在積分體積 {\displaystyle \mathbb {V} } 內源點與匯點的總生成量每單位時間，{\displaystyle \mathrm {d} \mathbf {a} } 是微小面向量積分元素。
舉一簡例，假設 {\displaystyle \mathbb {V} } 是台北101大樓，{\displaystyle Q} 是在大樓內某時間的總人數，{\displaystyle \mathbb {S} } 是由門口、牆壁、屋頂、地基等等，共同組成的曲面，則連續性方程式表明，當人們進入大樓時（代表穿過曲面的內向通量），或當大樓裏面的孕婦生產時（代表源點的 {\displaystyle s>0} ），在大樓裏面的總人數會增加；而當人們離開大樓時（代表穿過曲面的外向通量），在大樓裏面的總人數會減少。

## 電磁理論
在電磁理論裏，連續性方程式可以視為一條經驗定律，表達局域電荷守恆，或是從馬克士威方程組推導出的結果。「電荷連續性方程式」表明，電荷密度 {\displaystyle \rho } 的變率與電流密度 {\displaystyle \mathbf {J} } 的散度，兩者的代數和等於零：
{\displaystyle {\frac {\partial \rho }{\partial t}}+\nabla \cdot \mathbf {J} =0} 。

### 馬克士威-安培方程式滿足局域電荷守恆的連續性方程式
馬克士威-安培方程式為
{\displaystyle \nabla \times \mathbf {B} =\mu _{0}\mathbf {J} +\mu _{0}\ \epsilon _{0}{\frac {\partial E}{\partial t}}} ；
其中，{\displaystyle \mathbf {B} } 是磁場，{\displaystyle \mathbf {E} } 是電場，{\displaystyle \mu _{0}} 是磁常數，{\displaystyle \epsilon _{0}} 是電常數。
取散度於方程式的兩邊，由於旋度的散度必是零，
{\displaystyle 0=\mu _{0}\nabla \cdot \mathbf {J} +\mu _{0}\epsilon _{0}{\frac {\partial (\nabla \cdot \mathbf {E} )}{\partial t}}} 。
高斯定律的方程式為
{\displaystyle \nabla \cdot \mathbf {E} =\rho /\epsilon _{0}} 。
將這方程式代入，可以得到
{\displaystyle {\frac {\partial \rho }{\partial t}}+\nabla \cdot \mathbf {J} =0}。
電流是電荷的流量。連續性方程式可以這樣論述：假若電荷從某微小體積元素移動出去（電流密度的散度是正值），則在那微小體積元素內的總電荷量會減少，電荷密度的變率是負值。從這解釋可以察覺，連續性方程式就是電荷守恆。

### 四維電流
四維電流密度定義為
{\displaystyle J^{\alpha }\ {\stackrel {def}{=}}\ (c\rho ,\mathbf {J} )=(c\rho ,J_{x},J_{y},J_{z})} ；
其中，{\displaystyle \alpha } 標記時空坐標，{\displaystyle c} 是光速。
電荷守恆可以簡潔地由四維電流密度的散度表達，即連續性方程式
{\displaystyle \partial _{\alpha }J^{\alpha }=0} ；
其中，{\displaystyle \partial _{\alpha }\ {\stackrel {def}{=}}\ \left({\frac {\partial }{\partial r^{0}}},{\frac {\partial }{\partial r^{1}}},{\frac {\partial }{\partial r^{2}}},{\frac {\partial }{\partial r^{3}}}\right)=\left({\frac {\partial }{c\partial t}},{\frac {\partial }{\partial x}},{\frac {\partial }{\partial y}},{\frac {\partial }{\partial z}}\right)} 。

## 流體力學
在流體力學裏，連續性方程式表明，在任何穩定態過程中，質量進入物理系統的速率等於離開的速率。。此时連續性方程式与電路學的克希荷夫電流定律类似。「質量連續性方程式」的微分形式為
{\displaystyle {\frac {\partial \rho }{\partial t}}+\nabla \cdot (\rho \mathbf {u} )=0}；
其中，{\displaystyle \rho } 是流體質量密度，{\displaystyle \mathbf {u} } 是流速向量場，兩者相乘後為质量通量。
假設流體是不可壓縮流，則密度 {\displaystyle \rho } 是常數，質量連續性方程式簡化為體積連續性方程式：
{\displaystyle \nabla \cdot (\mathbf {u} )=0} 。
這意味著，在所有位置，速度場的散度等於零；也就是說，局域的體積變率為零。
在另一方面，納維-斯托克斯方程式是一個向量連續性方程式，描述動量守恆。

## 能量
根據能量守恆，能量只能夠傳輸，不能夠生成或湮滅，这意味着「能量連續性方程式」。這是在熱力學定律（Laws of thermodynamics）外，能量守恆的另一种數學表述，即，
{\displaystyle {\frac {\partial u}{\partial t}}+\nabla \cdot \mathbf {q} =0} ；
其中，{\displaystyle u} 是能量密度（單位體積的能量），{\displaystyle q} 是能量通量向量（數值大小為單位截面面積每單位時間傳輸的能量，方向為截面的外法线方向）。
根據傅立葉定律（Fourier's law），對於均勻傳導介質，
{\displaystyle \mathbf {q} =-k\nabla T} ；
其中，{\displaystyle k} 是熱導率，{\displaystyle T} 是溫度函數。
能量連續性方程式又可寫為热传导方程，
{\displaystyle {\frac {\partial u}{\partial t}}-k\nabla ^{2}T=0} 。

## 量子力學
在量子力學裏，從機率守恆可以得到「機率連續性方程式」假设一個量子系統的波函數為 {\displaystyle \Psi (x,t)} ，機率流 {\displaystyle \mathbf {J} }的定義為
{\displaystyle \mathbf {J} \ {\stackrel {def}{=}}\ {\frac {\hbar }{2mi}}\left(\Psi ^{*}{\boldsymbol {\nabla }}\Psi -\Psi {\boldsymbol {\nabla }}\Psi ^{*}\right)={\frac {\hbar }{m}}{\mbox{Im}}(\Psi ^{*}{\boldsymbol {\nabla }}\Psi )} ；
其中，{\displaystyle \hbar } 是約化普朗克常數，{\displaystyle m} 是質量，{\displaystyle \Psi ^{*}} 是 {\displaystyle \Psi } 是共軛複數，{\displaystyle {\mbox{Im}}()} 是取括弧內項目的虚部。

### 連續方程式與機率守恒定律
機率流滿足量子力學的連續方程式：
{\displaystyle {\frac {\partial \rho }{\partial t}}+{\boldsymbol {\nabla }}\cdot \mathbf {J} =0} ；
其中，{\displaystyle \rho =|\Psi |^{2}} 是機率密度。
應用高斯公式，可以等價地以積分方程式表示，
{\displaystyle {\frac {\mathrm {d} }{\mathrm {d} t}}\int _{\mathbb {V} }|\Psi |^{2}\mathrm {d} ^{3}{r}+\oint _{\mathbb {S} }\mathbf {J} \cdot {\mathrm {d} \mathbf {a} }=0} ；(1)
其中，{\displaystyle \mathbb {V} } 是任意三維區域，{\displaystyle \mathbb {S} } 是 {\displaystyle \mathbb {V} } 的邊界曲面。
方程式 (1) 左邊第一個體積積分項（不包括對於時間的偏微分）是測量粒子位置時粒子在 {\displaystyle \mathbb {V} } 內的機率。第二個曲面積分是機率流出 {\displaystyle \mathbb {V} } 的通量。總之，方程式 (1) 表明，粒子在三維區域 {\displaystyle \mathbb {V} } 內的機率對於時間的微分，与其流出三維區域的機率 {\displaystyle \mathbb {V} } 的通量，兩者之和等於零。

### 連續方程式推导
測得粒子在三維區域 {\displaystyle \mathbb {V} } 內的機率 {\displaystyle P} 是
{\displaystyle P=\int _{\mathbb {V} }\rho \,\mathrm {d} ^{3}\mathbf {r} =\int _{\mathbb {V} }|\Psi |^{2}\,\mathrm {d} ^{3}\mathbf {r} } 。
機率對於時間的導數是
{\displaystyle {\frac {\mathrm {d} P}{\mathrm {d} t}}={\frac {\mathrm {d} }{\mathrm {d} t}}\int _{\mathbb {V} }|\Psi |^{2}\,\mathrm {d} ^{3}{r}=\int _{\mathbb {V} }\left({\frac {\partial \Psi }{\partial t}}\Psi ^{*}+\Psi {\frac {\partial \Psi ^{*}}{\partial t}}\right)\,\mathrm {d} ^{3}{r}} ；(2)
注意到 {\displaystyle \Psi } 的含時薛丁格方程式為
{\displaystyle i\hbar {\frac {\partial \Psi }{\partial t}}={\frac {-\hbar ^{2}}{2m}}\nabla ^{2}\Psi +U\Psi } ；
其中，{\displaystyle U(\mathbf {r} )} 是位勢。
將含時薛丁格方程式代入方程式 (2) ，可以得到
{\displaystyle {\frac {\mathrm {d} P}{\mathrm {d} t}}=-\int _{\mathbb {V} }{\frac {\hbar }{2mi}}\left(\Psi ^{*}\nabla ^{2}\Psi -\Psi \nabla ^{2}\Psi ^{*}\right)\,\mathrm {d} ^{3}{r}} 。
應用一則向量恆等式，可以得到
{\displaystyle {\boldsymbol {\nabla }}\cdot \left(\Psi ^{*}{\boldsymbol {\nabla }}\Psi -\Psi {\boldsymbol {\nabla }}\Psi ^{*}\right)={\boldsymbol {\nabla }}\Psi ^{*}\cdot {\boldsymbol {\nabla }}\Psi +\Psi ^{*}\nabla ^{2}\Psi -{\boldsymbol {\nabla }}\Psi \cdot {\boldsymbol {\nabla }}\Psi ^{*}-\Psi \nabla ^{2}\Psi ^{*}} 。
這方程式右手邊第一項與第三項互相抵銷，將抵銷後的方程式代入，
{\displaystyle {\frac {\mathrm {d} P}{\mathrm {d} t}}=-\int _{\mathbb {V} }{\boldsymbol {\nabla }}\cdot \left[{\frac {\hbar }{2mi}}\left(\Psi ^{*}{\boldsymbol {\nabla }}\Psi -\Psi {\boldsymbol {\nabla }}\Psi ^{*}\right)\right]\,\mathrm {d} ^{3}{r}} 。
將機率密度方程式與機率流定義式代入，
{\displaystyle \int _{\mathbb {V} }{\frac {\partial \rho }{\partial t}}\,\mathrm {d} ^{3}{r}=-\int _{\mathbb {V} }\left({\boldsymbol {\nabla }}\cdot \mathbf {J} \right)\,\mathrm {d} ^{3}{r}} 。
该等式對於任意三維區域 {\displaystyle \mathbb {V} } 都成立，所以被積項目在任何位置都必須等於零：
{\displaystyle {\frac {\partial \rho }{\partial t}}+{\boldsymbol {\nabla }}\cdot \mathbf {J} =0} 。

## 參閱
- 歐拉方程式
- 諾特定理